# Ma femme est un gangster
Série
Ma femme est un gangster 2
(2003)
Pour plus de détails, voir Fiche technique et Distribution.
Ma femme est un gangster (조폭 마누라, Jopog manura) est un film sud-coréen réalisé par Jo Jin-kyoo, sorti le 28 septembre 2001.

## Synopsis
Eun-jin est le bras droit d'une des plus importantes triades locales, composée de cinquante hommes, tous sous ses ordres. 
Un jour, sa vie de gangster bascule lorsqu'elle retrouve sa sœur aînée (elles étaient séparées depuis leur enfance) atteinte d'un cancer en phase finale. Eun-jin est prête à tout pour rendre les derniers jours de sa sœur les plus heureux possible, y compris exaucer son vœux le plus cher : la voir mariée. 
Sans perdre un instant, elle demande à ses hommes de lui trouver un mari. Ils dénichent Kang Su-il, un célibataire de 35 ans, timide et pas très adroit avec les femmes. Eun-jin doit cacher sa vie de gangster à sa sœur et à son mari. Ce dernier est fortement déçu par sa nouvelle vie et trouve l'attitude de sa femme particulièrement étrange. Profitant de cette situation, White Shark, le boss du gang rival, tente d'agrandir son territoire.

## Fiche technique
- Titre : Ma femme est un gangster
- Titre original : 조폭 마누라 (Jopog manura)
- Réalisation : Jo Jin-kyoo
- Scénario : Kang Hyo-jin et Kim Moon-saeng
- Montage : Park Gok-ji
- Musique : Lee Sang-yong
- Pays d'origine : Corée du Sud
- Langue : coréen
- Format : Couleurs - 1,85:1 - Dolby Digital - 35 mm
- Genre : Comédie romantique, comédie noire, action et film de gangsters
- Durée : 107 minutes
- Date de sortie : 28 septembre 2001

## Distribution
- Shin Eun-gyeong : Cha Eun-jin
- Park Sang-myeon (V. F. : Frédéric Souterelle) : Kang Su-il
- Ahn Jae-mo : Bada
- Kim In-gweon : Banse
- Jang Se-jin
- Choi Min-su
- Lee Eung-kyung

Source et légende : Version française (V. F.) sur RS Doublage

## Suites du film
- 2003 : Ma femme est un gangster 2, de Jeong Heung-sun
- 2006 : Ma femme est un gangster 3, de Jo Jin-gyu